# Lubomír Staněk
Lubomír Staněk  (ur. 5 lipca 1975 w Chotěbořu) – czeski siatkarz, grający na pozycji środkowego, reprezentant Czech.

## Sukcesy klubowe
Mistrzostwo Czech:
- 2001, 2015, 2016
- 2000, 2012, 2014
- 1999, 2013, 2017, 2018

Puchar Czech:
- 2001, 2013, 2014, 2016, 2018

Mistrzostwo Francji:
- 2005

## Sukcesy reprezentacyjne
Liga Europejska:
- 2004